# Peter Wildeblood
Peter Wildeblood (19 de mayo de 1923 - 14 de noviembre de 1999) fue un periodista, novelista y dramaturgo anglo-canadiense que luchó por los derechos de los homosexuales.

## Infancia y juventud
Peter Wildeblood nació en Alassio, en la Riviera italiana, en 1923. Era hijo único de Peter Wildeblood, un ingeniero retirado que había trabajado para el Indian Public Works Department. Su madre, la segunda esposa de Wildeblood, Winifred Isabel Evans, era la hija de un ranchero argentino. La familia se mudó a Londres en 1926 cuando Peter tenía tres años. Creció en un pequeño chalet de la época isabelina al borde del Bosque de Ashdown, Sussex, donde desarrolló un interés por la naturaleza.
A los siete años fue enviado a un internado. A los trece, obtuvo una beca para el Radley, una escuela pública cerca de Oxford. Fue maltratado por sus compañeros, por lo que su estancia en la escuela fue muy infeliz. Peter se graduó a los dieciocho años y consiguió una beca para el Radley College y posteriormente paso al Trinity College (Oxford), gracias a otra beca en 1941. Pasó diez días allí pero el Trinity no resultó lo que esperaba y, además, enfermó.
Poco después se apuntó como voluntario para las Fuerzas Aéreas británicas y se entrenó como piloto en Rodesia del Sur. Sin embargo, tras estrellarse unas cuantas veces, se le prohibió volar y se convirtió en meteorólogo, permaneciendo en Rodesia del Sur durante toda la II Guerra Mundial.
Tras la desmovilización, continuó sus estudios en el Trinity College, donde gravitó hacia el círculo homosexual en el teatro y las artes.

## Juicio por ultraje contra la moral pública
Tras su paso por Oxford, Wildeblood se dirigió hacia el periodismo, escribiendo para la oficina regional de Leeds del Daily Mail, posteriormente en la misma Fleet Street, primero como corresponsal real, luego como corresponsal diplomático. En esa época comenzó una relación con un corporal del RAF llamado Edward McNally y le escribió una serie de apasionadas cartas de amor. Fueron estas cartas las que se convirtieron en prueba definitiva en su condena posterior por conspiración para cometer ultraje contra la moral pública.
En verano de 1953, Edward Douglas-Scott-Montagu, tercer barón de Montagu, había ofrecido a Wildeblood el uso de su cabaña en la playa, cerca de su finca. Wildeblood trajo consigo a dos jóvenes soldados de la RAF: su amante, Edward McNally, y John Reynolds. A estos cuatro se unió el primo de Montagu, Michael Pitt-Rivers. En el posterior juicio, los dos soldados fueron declarados testigos de cargo y afirmaron que había habido baile y «comportamiento desenfrenado» en la reunión. Wildeblood afirmó que el asunto había sido «extremadamente aburrido». Montagu afirmó que había sido sorprendentemente inocente, diciendo: «Bebimos algo, bailamos, nos besamos, y eso es todo.»
Arrestado el 9 de enero de 1954, en marzo de ese mismo año, Wildeblood fue llevado ante el juez acusado de «conspirar para incitar a ciertas personas masculinas a cometer delitos serios con personas masculinas» (o sodomía). Wildeblood fue acusado junto con Edward Douglas-Scott-Montagu y Michael Pitt-Rivers, y durante el juicio admitió su homosexualidad al juez. Montagu recibió una condena de 12 meses, mientras que Wildeblood y Pitt-Rivers fueron sentenciados a 18 meses en prisión, como consecuencia de este y otros delitos. Como resultado de este juicio, se inició el Informe Wolfenden, que en 1957 recomendó la legalización de la homosexualidad en el Reino Unido. El testimonio de Wildeblood ante el comité Wolfenden influyó en sus recomendaciones finales.

## Vida posterior
En 1955 publicó un libro sobre el caso, Against the Law, un relato que detallaba sus experiencias a manos de la ley y la sociedad británica, sacando a la luz las terribles condiciones en la prisión Wormwood Scrubs y apoyando campañas a favor de la reforma de las prisiones y de las leyes contra la homosexualidad. C. H. Rolph escribió en el New Statesman que Against the Law era el «más noble, e ingenioso, y mas horrible libro sobre prisiones de todos». Para Wildeblood, «no era más que parte de la historia en la que era parte implícita desde el día en que nació.»
Escribió un segundo libro sobre la homosexualidad el año siguiente, impulsado, según sus propias palabras en el primer capítulo, por la fuerte respuesta a Against the Law de personas que contactaron directamente con él para agradecerle que tratase el tema de forma pública. A Way of Life incluía doce ensayos describiendo diferentes vidas de homosexuales, de entre aqeullas personas que había conocido. El ensayo además quería normalizar la homosexualidad y revelar su existencia oculta en todos los campos de la vida.
Tras su juicio y prisión, Wildeblood se hizo productor y guionista de televisión, y participó en una serie de programas —especialmente para Granada Television y luego para CBC en Toronto— a lo largo de las décadas de 1960 y 70. Wildeblood escribió el libro y la letra para el musical londinense The Crooked Mile, una pieza vanguardista de 1959 con música de Peter Greenwell, que se ambientaba en el submundo del Soho.
También hizo campaña a favor de los derechos de los gais, declarando ante el comité Wolfenden y la Casa de los Lores. Su papel en la legalización de la homosexualidad, ocurrida en 1967, fue explorada en el docudrama de Channel Four, A Very British Sex Scandal.
Wildeblood se mudó a Canadá, convirtiéndose en ciudadano canadiense en la década de 1980. En 1994 sufrió una apoplejía que lo dejó sin habla y tetrapléjico. Falleció en Victoria (Columbia Británica) en 1999.